# Limnoperna
Limnoperna is een geslacht van tweekleppigen uit de familie van de Mytilidae.

## Soorten
- Limnoperna fortunei (Dunker, 1857)